# Cimetière de Cluny
Le cimetière de Cluny est le cimetière communal de la ville de Cluny en Saône-et-Loire. Il se trouve chemin des Chenevrières.

## Histoire et description
Le grand cimetière de Cluny s'étend dans un grand espace formant un rectangle avec une partie annexe à droite dont les allées se coupent à angle droit. La partie ancienne se trouve à gauche de l'entrée où sont inhumées des familles de notables locaux.
La statuaire est limitée, mais ce cimetière est intéressant pour les personnalités qu'il abrite, en particulier Danielle Mitterrand. La tombe modeste de la famille Gouze, ses parents, qui se trouve non loin porte l'épitaphe: « Tout va sous terre et rentre dans le jeu. Le don de vivre a passé dans les fleurs. » (Paul Valéry).
Le cimetière possède un carré militaire. Offrant une vue sur les collines de la campagne environnante, sa situation sur une hauteur est propice au recueillement.

## Personnalités inhumées
- Stanislas Aucaigne (1807-1884), médecin fouriériste, maire de Cluny (monument avec grilles et colonnes)
- Barthélémy Forest (1813-1895), avocat, député de gauche (stèle surmontée d'une urne)
- Henri Gandrez (1920-2003), caricaturiste et illustrateur de la presse locale
- Cénotaphe d'Alfred Golliard (1881-1944), préfet et résistant mort à Mathausen et tombe de son épouse
- Christine Gouze-Rénal (1914-2002), productrice, épouse de Roger Hanin et sœur de Danielle Mitterrand avec qui elle est enterrée
- Pierre Marraud (1861-1958), préfet, sénateur, ministre de l'Intérieur, puis de l'Instruction publique, enterré avec Yvonne Sergyl[3]
- Danielle Mitterrand (née Gouze, 1924-2011), épouse de François Mitterrand, président de la République (1981-1995), enterrée avec sa sœur[4]
- Yvonne Sergyl (1894 -1986), actrice, seconde épouse de Julien Simyan, enterrée avec Pierre Marraud[5],[3]
- Julien Simyan (1850-1926), député radical-socialiste et secrétaire d'État aux PTT